# Tommy Conway
Tommy Daniel John Conway (Taunton, 6 agosto 2002) è un calciatore scozzese, attaccante del Middlesbrough e della nazionale scozzese.

## Carriera

### Club
Conway è cresciuto nel settore giovanile del Bristol City, dove milita dall'età di sette anni. Nel 2019 è stato prestato allo Yate Town in Southern Football League, e l'anno seguente per i primi sei mesi al Bath City, in National League South.
Rientrato a Bristol, ha debuttato in prima squadra il 5 aprile 2021 nell'incontro di Championship perso 3-1 contro il Coventry City. Il 1º maggio ha segnato il suo primo gol nella trasferta persa 1-4 contro il Millwall.

### Nazionale
Ha giocato nella nazionale scozzese Under-21.
Il 7 giugno 2024 esordisce in nazionale maggiore nell'amichevole pareggiata contro la Finlandia (2-2).

## Statistiche

### Presenze e reti nei club
Statistiche aggiornate al 25 novembre 2023.
| Stagione            | Squadra             | Campionato          | Campionato | Campionato | Coppe nazionali | Coppe nazionali | Coppe nazionali | Coppe continentali | Coppe continentali | Coppe continentali | Altre coppe | Altre coppe | Altre coppe | Totale | Totale | Totale |
| Stagione            | Squadra             | Comp                | Pres       | Reti       | Comp            | Pres            | Reti            | Comp               | Pres               | Reti               | Comp        | Pres        | Reti        | Pres   | Reti   |        |
| ------------------- | ------------------- | ------------------- | ---------- | ---------- | --------------- | --------------- | --------------- | ------------------ | ------------------ | ------------------ | ----------- | ----------- | ----------- | ------ | ------ | ------ |
| 2019-2020           | Yate Town           | SFL                 | 12         | 2          | FACup           | 0               | 0               |                    | -                  | -                  |             | -           | -           | 12     | 2      |        |
| 2020-gen. 2021      | Bath City           | NLS                 | 11         | 4          | FACup           | 1               | 0               |                    | -                  | -                  | FAT         | 3           | 3           | 15     | 7      |        |
| gen.-giu. 2021      | Bristol City        | FLC                 | 5          | 1          | FACup+CdL       | 0               | 0               |                    | -                  | -                  |             | -           | -           | 5      | 1      |        |
| 2021-2022           | Bristol City        | FLC                 | 4          | 0          | FACup+CdL       | 1+1             | 0               |                    | -                  | -                  |             | -           | -           | 6      | 0      |        |
| 2022-2023           | Bristol City        | FLC                 | 34         | 9          | FACup+CdL       | 1+3             | 0+3             |                    | -                  | -                  |             | -           | -           | 38     | 12     |        |
| 2023-2024           | Bristol City        | FLC                 | 39         | 10         | FACup+CdL       | 4+0             | 2+0             |                    | -                  | -                  |             | -           | -           | 43     | 12     |        |
| Totale Bristol City | Totale Bristol City | Totale Bristol City | 82         | 20         |                 | 10              | 5               |                    | -                  | -                  |             | -           | -           | 92     | 25     |        |
| Totale carriera     | Totale carriera     | Totale carriera     | 105        | 26         |                 | 11              | 5               |                    | -                  | -                  |             | 3           | 3           | 119    | 34     |        |

### Cronologia presenze e reti in nazionale
| Cronologia completa delle presenze e delle reti in nazionale ― Scozia | Cronologia completa delle presenze e delle reti in nazionale ― Scozia | Cronologia completa delle presenze e delle reti in nazionale ― Scozia | Cronologia completa delle presenze e delle reti in nazionale ― Scozia | Cronologia completa delle presenze e delle reti in nazionale ― Scozia | Cronologia completa delle presenze e delle reti in nazionale ― Scozia | Cronologia completa delle presenze e delle reti in nazionale ― Scozia | Cronologia completa delle presenze e delle reti in nazionale ― Scozia |
| Data                                                                  | Città                                                                 | In casa                                                               | Risultato                                                             | Ospiti                                                                | Competizione                                                          | Reti                                                                  | Note                                                                  |
| --------------------------------------------------------------------- | --------------------------------------------------------------------- | --------------------------------------------------------------------- | --------------------------------------------------------------------- | --------------------------------------------------------------------- | --------------------------------------------------------------------- | --------------------------------------------------------------------- | --------------------------------------------------------------------- |
| 7-6-2024                                                              | Glasgow                                                               | Scozia                                                                | 2 – 2                                                                 | Finlandia                                                             | Amichevole                                                            | -                                                                     | 63’                                                                   |
| 8-9-2024                                                              | Lisbona                                                               | Portogallo                                                            | 2 – 1                                                                 | Scozia                                                                | UEFA Nations League 2024-2025 - 1º turno                              | -                                                                     | 74’                                                                   |
| 15-11-2024                                                            | Glasgow                                                               | Scozia                                                                | 1 – 0                                                                 | Croazia                                                               | UEFA Nations League 2024-2025 - 1º turno                              | -                                                                     | 67’                                                                   |
| 23-3-2025                                                             | Glasgow                                                               | Scozia                                                                | 0 – 3                                                                 | Grecia                                                                | UEFA Nations League 2024-2025 - Play-off                              | -                                                                     | 73’                                                                   |
| 6-6-2025                                                              | Glasgow                                                               | Scozia                                                                | 1 – 3                                                                 | Islanda                                                               | Amichevole                                                            | -                                                                     | 80’                                                                   |
| 9-6-2025                                                              | Vaduz                                                                 | Liechtenstein                                                         | 0 – 4                                                                 | Scozia                                                                | Amichevole                                                            | -                                                                     | 68’                                                                   |
| Totale                                                                |                                                                       | Presenze                                                              | 6                                                                     |                                                                       | Reti                                                                  | 0                                                                     |                                                                       |